# OTP Banka
OTP Banka je najveća mađarska komercijalna banka koja posluje u središnjoj i istočnoj Europi s oko 1500 poslovnica u 9 zemalja, s preko 12 milijuna klijenata.
Banka je osnovana 1. ožujka 1949. kao Nacionalna štedionica, preteča današnje banke. Od ukupnog udjela banke, 24,8% odnosi se na poslovanje u Mađarskoj, a 75,2% na poslovanje u inozemstvu. U prvom kvartalu 2010., OTP Banka ostvarila je prihod od 7,2 mlrd. eura.

## Povijest
Osnovana 1949. kao Nacionalna štedionica, banka je bila u državnom vlasništvu. Nastala je spajanjem dvije državne banke - Pesti Hazai Első Takarékpénztár i Leszámítoló Bank, te nekoliko manjih banaka iz ruralnih dijelova zemlje.
Prvotne djelatnosti štedionice bili su štednja i davanje poslovnih kredita. Ponuda je proširena 1957. uvođenjem sportske kladionice kao djelatnosti štedionice (Toto, Lotto). 1964. štedionica je počela trgovati stranim valutama s građanstvom, dok je 1971. financijskoj ustanovi povjereno upravljanje fondovima.
1990. su iz Nacionalne štedionice ustrojene tri banke - OTP Banka, MKB Banka i K&H Bankkoja. Banka je naziv OTP dobila od imena Országos Takarékpénztár (hrv. Nacionalna štedna banka). Prilikom pretvorbe, banka je odvojila ne-bankarske poslove, formirala vlastite podružnice te uvela veliku ponudu koja je obuhvaćala hipotekarno bankarstvo, stambenu štedinju, leasing te mirovinske i zdravstvene fondove. Uveden je i e-banking sustav elektroničkog poslovanja pod nazivom OTPdirekt.
Privatizacija banke završena je 1999. Udio u vlasništvu imaju mađarske i strane državne institucije te privatni ulagači. Dionice banke su osim domaće (Budimpešta), uvedene i na strane burze vrijednosnica, primjerice u luksemburšku i londonsku burzu.

## Razvoj
Proporcionalno svojem rastu, banka je započela s ekspanzijom na strana financijska tržišta. Širenje u regiji započelo je 2002. otvaranjem poslovnica u Slovačkoj. 2003. OTP Banka počinje poslovati u Bugarskoj, 2004. u Rumunjskoj, a 2005. u Hrvatskoj, Srbiji, Rusiji i Ukrajini. Od 2006. banka je prisutna u Crnoj Gori. Ulaskom na strano financijsko tržište, OTP Banka je preuzela neke tamošnje banke koje su postale sastavnica OTP Grupe. Tako je u Rumunjskoj RoBank postao OTP Romania SA, a u Hrvatskoj je Nova Banka preimenovana u OTP Banka Hrvatska. U Srbiji su preuzete Niška banka, Kulska banka i Zepter banka, dok je u Ukrajini bivša Raiffeisen Bank Ukraine postala CJSC OTP Bank.
12. studenog 2007., OTP Banka kupila je cjelokupnih 100% udjela ruske Donskoy Narodniy Bank za 40,95 mil. USD.
Upravo su strane podružnice OTP Banke u srednjoj i istočnoj Europi jedne od najprofitabilnijih u Europi.
OTP Banka uvjerljivo je najveća banka u Mađarskoj. Banku je jednom pokušala prestići austrijska Erste Bank, pokušavši kupiti domaći Postabank.
12. siječnja 2007. OTP Banka je promijenila službeni logo, iz kojeg je uklonjen stari zeleni kvadrat kao simbol OTP Banke. Novim logotipom cilja se na mlade korisnike.
Osim logotipa, banka je uvela novi poslovni slogan: "Vjerujemo jedni drugima" (mađ. Megbízunk egymásban). Tim sloganom banka namjerava stjeći povjerenje bivših klijenata koji su napustili banku te posljednjih nekoliko godina posluju s konkurencijskim bankama.

## Poslovna strategija
Banka u sljedećih pet godina planira:
- ostvariti vodeću poziciju na bugarskom tržištu,
- ostvariti godišnji povrat kapitala u prosjeku većem od 25%,
- smanjiti troškove i prihode na omjer 50 / 53%.

## Područje poslovanja

### Mađarska
OTP Banka je svoje područje poslovanja podijelila na više dijelova, i to ovisno o djelatnosti, na:
- OTP Bank - univerzalna banka
- Merkantil Bank - potrošački kredit
- Merkantil-Car - leasing vozila
- Merkantil Bérlet - leasing vozila
- OTP Alapkezelő - upravljanje investicijskim fondovima
- OTP Faktoring Követeléskezelő - faktoring i potraživanje kupnje
- OTP Faktoring Vagyonkezelő - upravljanje imovinom
- OTP Ingatlan Alapkezelő - stvaranje i upravljanje investicijskim fondovima
- OTP Ingatlan - izgradnja i prodaja stambenih prostora, nekretnina i sl. usluga
- OTP Jelzálogbank - hipotekarni poslovi
- OTP Lakáslízing
- OTP Lakástakarék - državni poticaji
- OTP Egészségpénztár - zdravstveno osiguranje
- OTP Magánnyugdíjpénztár - privatni mirovinski fond
- OTP Önkéntes Nyugdíjpénztár - dobrovoljni mirovinski fond
- OTP Pénztárszolgáltató - organizacija i upravljanje mirovinskim fondovima
- OTP Travel - prodaja karata i organizacija turističkih putovanja
- OTP Életjáradék - krediti za građane umirovljenike u dobi od 70 i više godina
- OTP Hungaro-Projekt - usluge financiranja projekata putem fondova Europske unije

### Inozemstvo
OTP Banka prisutna je u osam zemalja regije i to sljedećim redoslijedom:
- Slovačka: OTP Banka Slovensko
- Bugarska: DSK Bank
- Rumunjska: OTP Bank Romania
- Hrvatska: OTP Banka Hrvatska
- Srbija: OTP Banka Srbija
- Rusija: OAO OTP Bank, Donskoy Narodny Bank
- Ukrajina: CJSC OTP Bank
- Crna Gora: Crnogorska komercijalna banka AD

## Vanjske poveznice
- Službena web stranica OTP Banke
- OTP Bank Pénzügytörténeti Gyűjtemény a Tourinfo.hu-n
- OTP Banka u Rumunjskoj
- OTP Banka u Bugarskoj
- OTP Banka u Slovačkoj  Arhivirana inačica izvorne stranice od 24. kolovoza 2007. (Wayback Machine)
- OTP Banka u Hrvatskoj
- OTP Banka u Srbiji
- OTP Banka u Ukrajini
- OTP Banka u Rusiji